# Полевское (село)
Полевское (укр. Полівське) — село,
Малоалександровский сельский совет,
Верхнеднепровский район,
Днепропетровская область,
Украина.
Код КОАТУУ — 1221086608. Население по переписи 2001 года составляло 198 человек.

## Географическое положение
Село Полевское находится на одном из истоков реки Саксагань,
на расстоянии в 0,5 км расположены сёла Граново и Водяное (Криничанский район).